# خلد أكبر
الخلد الأكبر (Spalax microphthalmus) هو نوع من القوارض ينتمي إلى فصيلة الخلديات. يوجد في روسيا وأوكرانيا.

## الوصف
الخلد الأكبر هو حيوان عديم الذيل. له أعين مغطاة بغشاء من الجلد وله خلايا العدستين ضامرة محاطة بحويصلة وطبقة شبكية. وله قواطع بارزة يستخدمها في الحفر. له فرو رمادي، ولكن يمكن أن يتغير في اللون. يمكن أن ينمو إلى حجم 31 سم ويصل وزنه إلى 570 غ. صيغته السنية هي 1.0.0.31.0.0.3.

## الموطن
توجد المناجذ الكبرى في سهول أوكرانيا وفي جنوب روسيا بين نهري الدنيبر والفولغا. يمتد نطاقها شمالاً إلى خط سكة حديد أوريول إلى كورسك وجنوباً إلى شمال القوقاز. يفضل الخلد الأكبر موائل الأراضي المنخفضة ذات الأرض السوداء، وتجنب التربة الرملية أو الطينية. يسكن السهوب والغابات والأراضي الزراعية والمزارع والبساتين والحدائق ويمكن أن يكون آفة.